# Zeuxiotrix cinerosa
Zeuxiotrix cinerosa là một loài ruồi trong họ Tachinidae.